# Ламли, Ричард Олдред, 12-й граф Скарборо
Ричард Олдред Ламли, 12-й граф Скарборо (англ. Richard Lumley, 12th Earl of Scarbrough; 5 декабря 1932 — 23 марта 2004) — английский дворянин. Он носил титул учтивости — виконт Ламли с 1945 по 1969 год.

## Образование и военная служба
Родился 5 декабря 1932 года. Единственный сын Роджера Ламли, 11-го графа Скарборо (1896—1969), и Кэтрин Изобель Макьюэн (1899—1979), дочери Роберта Финни Макьюэна из Марчмонта и Бардрохата и Мэри Фрэнсис Дандас. Он получил образование в школе St Peter’s Court (Бродстерс, Кент) и в Итонском колледже (Виндзор, графство Беркшир).
Он отслужил военную службу в чине второго лейтенанта в 11-м гусарском полку , получив назначение в ноябре 1951 года , и получил образование в колледже Магдалины в Оксфорде. В сентябре 1952 года он был переведен в королевские йоркширские драгуны со старшинством с даты его первоначального звания. Он был произведен в действующие лейтенанты в июне 1953 года. Ричард Ламли был произведен в лейтенанты драгунского полка Территориальной армии в декабре 1955 года , но он отказался от назначения в июле 1956 года. Он получил чин второго лейтенанта в Королевском бронетанковом корпусе в марте 1956 года, от которого он отказался в июле, когда он был повышен до лейтенанта в резерве регулярной армии.
В 1956 году виконт Ламли служил адъютантом губернатора Кипра сэра Джона Хардинга. Ричард Ламли пользовался большой популярностью среди британских корреспондентов, с которыми ему приходилось иметь дело, за свою честность и интеллект. Позднее он был почетным полковником 1-го батальона йоркширских добровольцев в 1975—1988 годах и президентом Северного округа Королевского британского легиона.

## Землевладелец и защитник природы
29 июня 1969 года после смерти своего отца Ричард Ламли унаследовал титулы 12-го графа Скарборо (Пэрство Англии), 13-го виконта Ламли из Уотерфорда (Пэрство Ирландии), 12-го виконта Ламли (Пэрство Англии) и 12-го барона Ламли из замка Ламли (Пэрство Англии), став членом Палаты лордов Великобритании.
Пользуясь большим уважением среди жителей Сэндбека, он присоединился к шахтерам, протестовавшим против предполагаемого закрытия карьера Молтби.
Лорд Скарборо вынужден был продать мебель, чтобы выполнить долг по смерти своего отца, и после этого он и его жена работали над восстановлением и сохранением семейных поместий в Сэндбек-парке и замке Ламли. Он преобразовал последний в отель, реинвестируя прибыль в его содержание. Будучи в значительной степени самоучкой, он обладал обширными познаниями в архитектуре и меблировке, талант, признанный во время его службы в качестве президента Йоркского георгианского общества с 1985 по 1992 год и Северной ассоциации строительных обществ с 1985 по 1995 год. Он также был вице-президентом Британского фонда сохранения для волонтеров, почетным членом Королевского института британских архитекторов, а с 1983 года — попечителем Фонда замка Лидс. С 1994 по 2003 год он работал в Королевской комиссии по историческим рукописям.
В январе 1974 года он был назначен заместителем лейтенанта Западного райдинга Йоркшира, стал вице-лейтенантом Южного Йоркшира в сентябре 1990 года, и, наконец, лордом-лейтенантом Южного Йоркшира с 1996 по 2004 год. В июле 1996 года он был назначен рыцарем Святого Иоанна .
Лорд Скарборо скончался от рака 23 марта 2004 года в возрасте 71 года в Сэндбеке, и ему наследовал его старший сын Ричард.

## Семья
9 июля 1970 года он женился на леди Элизабет Энн Рамсей (род. 1 сентября 1941), старшей дочери Саймона Рамсея, 16-го графа Далхаузи и Маргарет Стерлинг. У супругов было четверо детей:
- Ричард Осберт Ламли, 13-й граф Скарбро (род. 18 мая 1973), старший сын и преемник отца.
- Достопочтенный Фредерик Генри Ламли (27 августа 1975 — 28 августа 1975)
- Достопочтенный Томас Генри Ламли (род. 6 февраля 1980), художник, служил почетным пажом[13]
- Леди Роуз Фредерика Лили Ламли (род. 31 августа 1981), она вышла замуж за Томаса Майкла Коула.